# Gaspare Vigarani
Gaspare Vigarani (* 1588 in Reggio Emilia; † 9. September 1663 in Modena) war ein italienischer Ingenieur und Architekt.

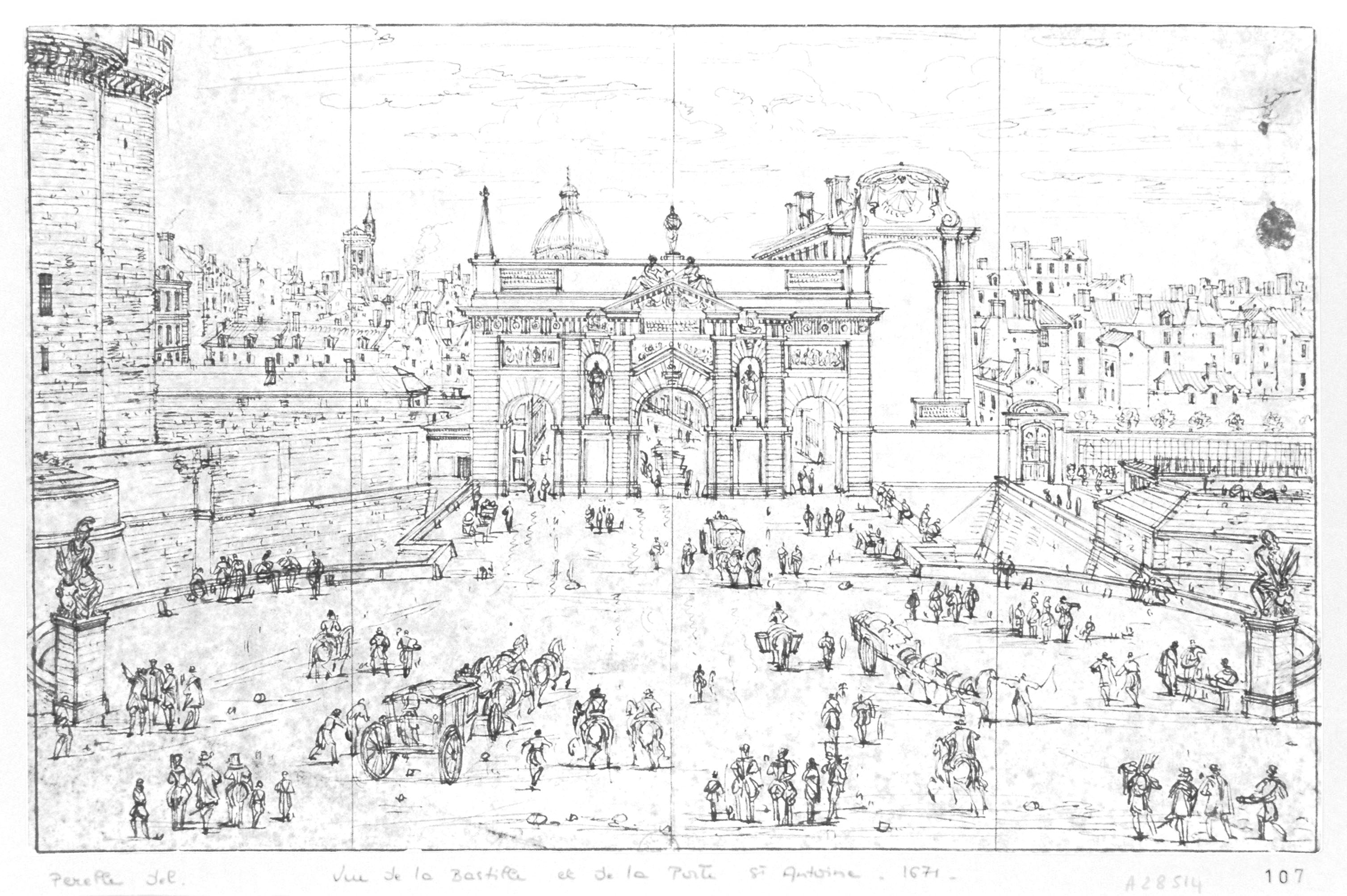
Gabriel Perelle, La porte Saint-Antoine, 1671.

An kleinen Hof seiner Förderer des Adelsgeschlechts Este im  Herzogtum Modena war er Theatermaschinist. Er organisierte Unterhaltungsveranstaltungen in Form von Turnieren, leitete Begräbnisumzüge, errichtete Kirchen, restaurierte Mauern, konstruierte Verschanzungen und entwarf Gärten. 1640 hatte er das Theater von Carpi umgestaltet, 1651 jenes von Mantua und 1654 jenes von Modena, „della Spelta“ genannt. Eingeweiht wurde es mit dem Stück Gli Amori di Alessandro e Rossane, wobei sich zufällig auch Christine von Schweden unter den Zuschauern befand. Ihr gefiel darin besonders ein leuchtender Palast der Sonne. Sie begab sich nach Vorstellungsende hinter die Kulissen, um die Mechanik des Wunderdings zu besehen und rief laut aus: „Wirklich, ich habe noch nie etwas schöneres und majestätischeres gesehen.“ 1659 schickte er sich an, den Tuilerien-Palast mit einem Theaterbau zu vervollständigen, dem sogenannten „Salle des Machines“. Vigarani errichtete Triumphbögen für den Einzug des Königs nach Paris. Er nahm den Umbau des Vortores Porte Saint-Antoine vor, der später auch Blondel zugeschrieben wurde.
Bei aller unbestreitbarer Originalität zieht sein Werk, verglichen mit jenem der vielen anderen Spitzenarchitekten unter seinen italienischen Zeitgenossen, heute nur wenige Besucher an. Man vergisst ihn leicht, zumal seine größte Arbeit, das Tuilerientheater, nicht mehr existiert.
Vigarani kam aus dem Adel und getreu den Gepflogenheiten seiner Mutter Lucrezia Facini erhielten auch die sechs Kinder, die er mit seiner Frau Lisbetta Toschi hatte, eine gediegene Ausbildung abseits des Vaters Metier. Nach Paris hatten ihn 1659 seine Söhne Carlo und Lodovico begleitet. Ersterer wirkte auch weiterhin für Ludwig XIV. als Bühnenbildner und galt als der „größte Illusionskünstler der Epoche“.